# Have Gun – Will Travel
Have Gun — Will Travel é uma série de televisão estadunidense exibida originalmente pela rede CBS, e mais conhecida no Brasil como Paladino do Oeste.
Exibida originariamente pelo canal CBS de 1957 a 1963, a série foi ao ar no Brasil pela TV Record e TV Bandeirantes. Além do personagem diferente, a série causou uma certa estranheza no Brasil por trazer como "mocinho" o ator Richard Boone, mais conhecido nesse país como vilão dos filmes de faroeste. Possui a particularidade de ser uma das poucas séries de TV que foi adaptada para o rádio estadunidense, cujo programa começou em novembro de 1958.
A série foi criada pelos executivos Sam Rolfe e Herb Meadow e foi produzida por Frank Pierson, Don Ingalls, Robert Sparks e Julian Claman. Ela teve 225 episódios. Vários roteiristas da série angariaram grande sucesso posterior nas respectivas carreiras: Gene Roddenberry (Star Trek), Bruce Geller (Missão Impossível) e Harry Julian Fink (co-criador de Dirty Harry). Sam Peckinpah escreveu um episódio de 1958.
Paladino (não se conhece o verdadeiro nome), o pistoleiro que protagoniza a série, é um cavalheiro que prefere não usar de violência e só mata em último recurso. Gosta de vinhos e ópera e mora numa suíte de hotel em São Francisco. Para o seu trabalho como pistoleiro caçador de recompensas ele se veste de preto, carrega um baralho e usa um cartão de visitas com o desenho de um cavalo de xadrez e a inscrição que dá o nome original da série Have Gun – Will Travel (Possuo Arma, Aceito Viajar). Há uma história que conta ter havido de fato uma pessoa chamada Paladino e que agia como Richard Boone na série, inclusive se valendo do cartão de visitas, mas isso não foi confirmado.
Antes de trabalhar como pistoleiro, Paladino era um oficial do exército graduado em West Point. Ele é poliglota e cita clássicos da literatura. Um personagem que aparece na série é um chinês que trabalha no hotel. Ele é chamado de Hey Boy. Sua irmã era a moça Hey Girl.